# Kyoko Iwasaki
Kyoko Iwasaki (n. 21 iulie 1978, Numazu, Japonia) este o înotătoare japoneză, medaliată olimpică. A participat la 2 ediții ale Jocurilor Olimpice (1992, 1996) în care a câștigat o medalie de aur.